# Palazzo della Regia Corte
Palazzo della Regia Corte è un palazzo Settecentesco di Modugno (BA).
Il palazzo è di origine medioevale, ma nel corso del tempo ha subito varie modifiche. Era sede del Capitano della terra di Modugno, il rappresentante del potere regio che da Carlo V in poi prese il nome di Governatore. Questo Palazzo è conosciuto anche come sede del Regio Governatore, perché qui si amministrava la giustizia e veniva confermata le elezioni dell'Università. 
Nel periodo napoleonico, nel 1807 vennero istituiti i giudici di pace e il palazzo divenne sede di un circondario giudiziario e, nel 1861, di un mandamento. I lavori edilizi del 1837 modificarono le finestre della facciata ed abbatterono il tetto a capanna. A fianco al palazzo c'era un carcere  e di fronte sorgeva la cappella di San Leonardo, dove i frati cappuccini celebravano la messa per i detenuti. Nel 1899 il carcere venne trasferito nell'Ex Monastero di S. Maria della Croce con il Municipio e la pretura. Da quel momento, il palazzo divenne sede di una scuola elementare, fino al 1937, quando venne costruito l'edificio dedicato ad Edmondo De Amicis. Sulla facciata del palazzo è visibile la più antica testimonianza pervenutaci dello stemma comunale: il cardo selvatico, risalente al 1568.